# Léon-Ernest Drivier
Léon-Ernest Drivier, né  le 22 octobre 1878 à Grenoble et mort le 8 janvier 1951 à Paris, est un sculpteur, peintre et illustrateur français. Il fut inhumé à Bagneux, ses restes furent relevées en 2001.

## Biographie
Né d'un père artisan gantier à Grenoble, Léon Drivier est élève de Louis-Ernest Barrias à l'École des beaux-arts de Paris, puis travaille à partir de 1907 comme praticien dans l'atelier d'Auguste Rodin aux côtés de Camille Claudel. Il est l'ami des sculpteurs Auguste de Niederhausern, Gaston Schnegg, Jane Poupelet, Antoine Bourdelle. En 1918, il réalise le buste officiel de La France victorieuse. Sa première époque s'apparente au néo-romantisme de Rodin, puis il se rapproche du néo-classicisme de Charles Despiau.
Il est élu membre de l'Académie des beaux-arts en 1943.

## Distinctions
- Officier de la Légion d'honneur (29 janvier 1937)[3].

## Œuvres

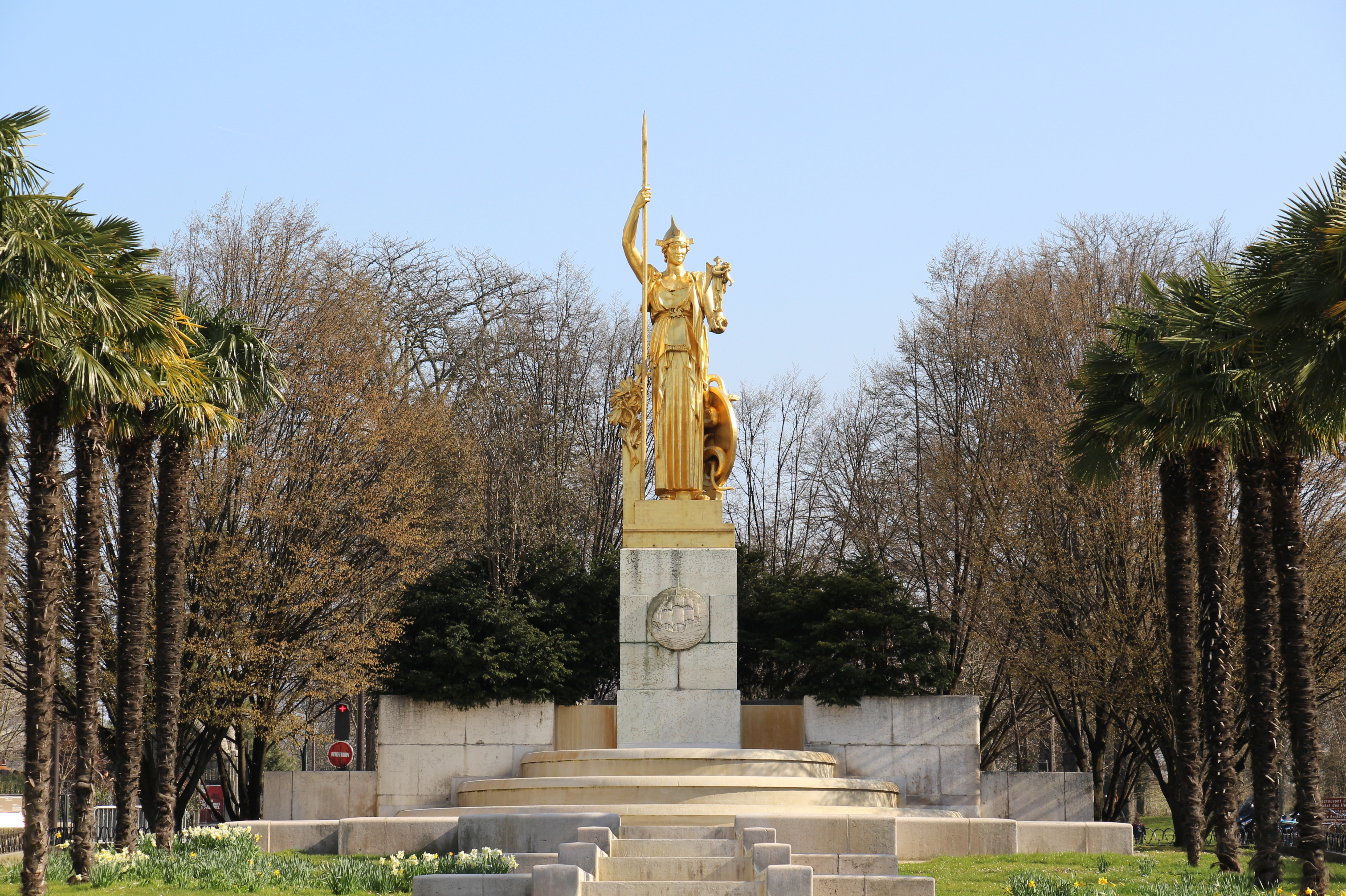
La France apportant la paix et la prospérité aux colonies, 1931, Paris, square des Anciens-Combattants-d'Indochine.

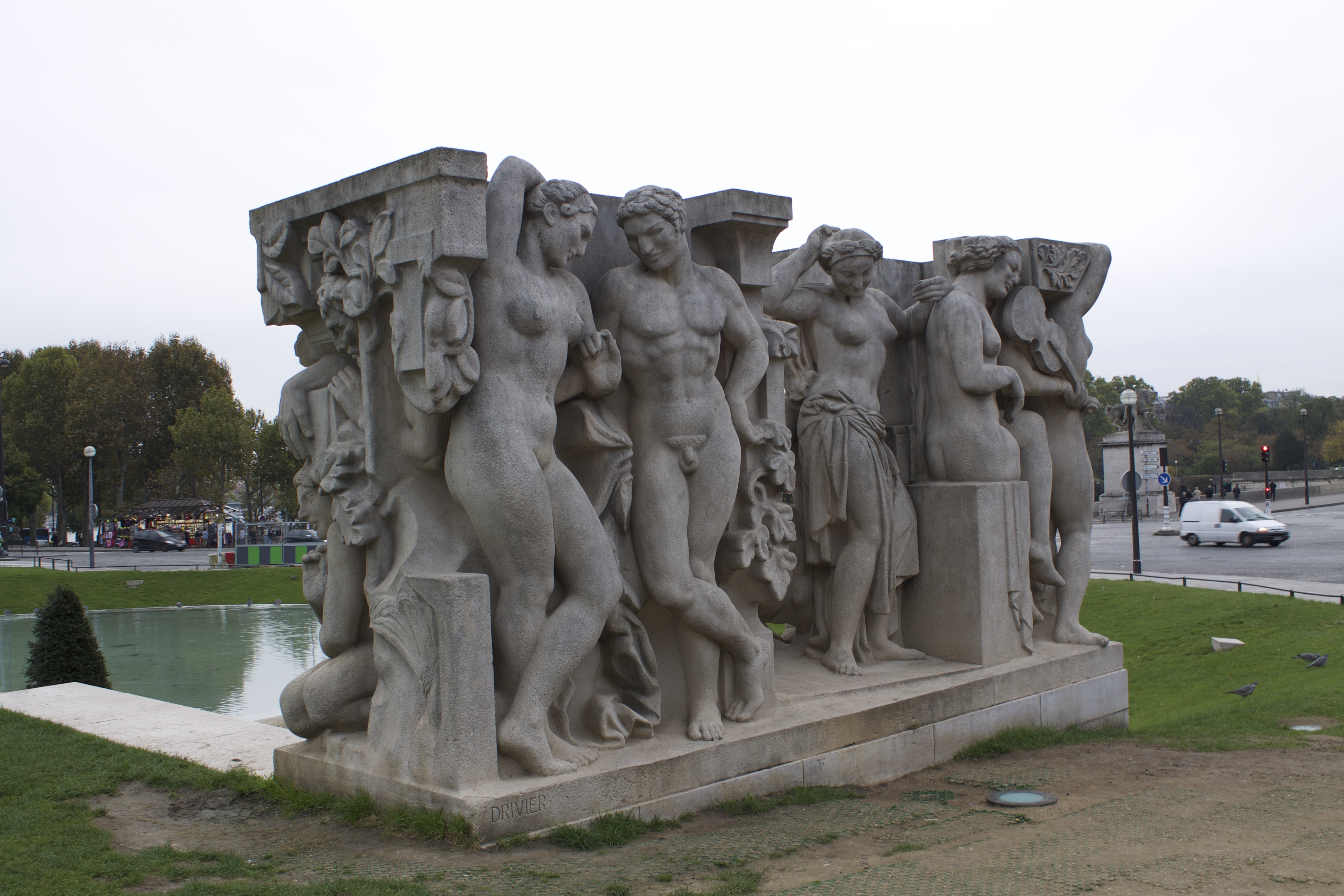
La Joie de vivre, 1937, Paris, jardins du Trocadéro.

- Bas-relief, 1907, ornant la porte principale de la cité ouvrière fondation Rothschild à Paris au 117, rue de Belleville[4].
- Bas-reliefs ornant le porche d'entrée du 8, rue de Prague à Paris.
- Monument aux morts de Vattetot-sur-Mer.
- Monument au général Léon de Beylié, 1913, Grenoble, place Victor Hugo.
- Bas-relief pour un projet d’aménagement d'ambassade de l'architecte Michel Roux-Spitz dans le cadre de l'Exposition des arts décoratifs de 1925 à Paris.
- Primavera (Le Printemps), années 1930, groupe sculpté, Buenos Aires.
- La France apportant la paix et la prospérité aux colonies, inauguré en 1931 devant le musée des Colonies pour l’Exposition coloniale internationale, statue de bronze doré d'une Athéna d'une dizaine de mètres de hauteur, représentant la guerrière avec une lance, dominant aujourd'hui un bassin à plusieurs niveaux dans le square des Anciens-Combattants-d'Indochine sur le terre-plein central de la place Édouard-Renard à la porte Dorée à Paris.
- La Caridad (La Charité), 1932, groupe sculpté, Santiago du Chili.
- Monument à Jacques Cartier, 1934, Montréal.
- Monument à Jacques Cartier, 1934, Paris, cour de la Reine.
- Faune et bacchante, 1934, Paris, angle de la place de l'Opéra et de la rue du Quatre-Septembre.
- Les Sports et Les Jeux, 1935, bas-relief monumental pour le paquebot Normandie.
- Monument aux morts de Strasbourg, inauguré en 1936 par Albert Lebrun. C'est un des rares monuments aux morts pacifistes français.
- Monument à Myron Timothy Herrick, 1937, Paris, square Thomas-Jefferson, place des États-Unis.
- La Joie de vivre, Paris, jardins du Trocadéro, groupe sculpté pour l'Exposition universelle de 1937.
- Deux Nymphes, 1937, Paris, esplanade du palais de Tokyo.
- Monument à Mustapha Kemal, 1938, Ankara.
- La Force et  la Lumière, 1948, monument commémoratif à proximité du barrage de Génissiat.
- Voltaire, statue en pierre, Paris, square Honoré-Champion. Déposée par les services de la mairie de Paris en août 2020 pour « nettoyage »[5].
- Vénus, Paris, rue Favart, jardin des AGF.
- Idylle, bas-relief, Meudon, musée d'Art et d'Histoire.
- Vierge de Pitié, Hardecourt-aux-Bois, église Saint-Martin[6].

## Collections publiques
Algérie
- Alger, musée national des Beaux-Arts.

Argentine
- Buenos-Aires, musée national des Beaux-Arts.

France
- Boulogne-Billancourt, musée des Années Trente.
- Cambrai, musée de Cambrai.
- Douai, musée de la Chartreuse.
- Grenoble :
  - musée dauphinois ;
  - musée de Grenoble : bronzes, plâtres, dessins.
- Limoge, musée national Adrien Dubouché.
- Mont-de-Marsan, musée Despiau-Wlérick.
- Paris :
  - musée d'Art moderne de Paris ;
  - musée national d'Art moderne.
- Strasbourg, musée d'Art moderne et contemporain.